# Mesnil-Rousset
 Mesnil-Rousset  là một xã thuộc tỉnh Eure trong vùng Normandie miền bắc nước Pháp.